# Qi (Jinzhong)
Qi léase Chi (en chino:祁县, pinyin:Qí xiàn) es un condado bajo la administración directa de la ciudad-prefectura de Jinzhong. Se ubica al centro-este de la provincia de Shanxi, este de la República Popular China. Su área es de 854 km² y su población total para 2010 fue +200 mil habitantes.

## Administración
El condado de Qi  se divide en 8 pueblos que se administran en 6 poblados y 2 villas.